# Margit Hudelmaier
Margit Hudelmaier (* 1960 in Allmendingen) ist eine deutsche Sozialpädagogin. Von 1992 bis 2014 war sie Vorsitzende des Bundesverbandes Contergangeschädigter.

## Werdegang
Hudelmaier arbeitet nach ihrem Studium zur Sozialpädagogin beim Landratsamt des Alb-Donau-Kreises. Infolge der Einnahme des Beruhigungsmedikaments Contergan während der Schwangerschaft ihrer Mutter kam sie mit physischen Fehlbildungen zur Welt. Bereits als Jugendliche begann sie, sich für die Vertretung der Interessen der Contergangeschädigten einzusetzen, zunächst ab 1978 als Jugendbeirätin im Bundesverband, seit 1981 im Landesverband Baden-Württemberg und seit 1992 als 1. Vorsitzende des Bundesverbandes Contergangeschädigter.
Im Dezember 2007 trafen sich erstmals Vertreter des Bundesverbandes sowie die seinerzeitige Vorsitzende der Contergan-Stiftung, Regina Schmidt-Zadel (SPD), mit dem Pharmaunternehmen Grünenthal, um über weitere Entschädigungen zu verhandeln. Die Gespräche mündeten in eine Aufstockung des Kapitalstocks der Conterganstiftung um 50 Millionen Euro.
Aufgrund des Filmes „Nur eine einzige Tablette“ und seiner Öffentlichkeitswirksamkeit erreichte der Bundesverband zusammen mit anderen Betroffenenorganisationen und vielen engagierten Einzelpersonen 2008 eine Verdopplung der Renten aus der Conterganstiftung. Die Ausschlussfrist, die eine offizielle (inoffizielle gab es in zweistelliger Zahl) Anerkennung von Contergangeschädigten nach dem 31. Dezember 1983 unmöglich machte, wurde 2009 aus dem Conterganstiftungsgesetz herausgenommen.

## Ehrungen
- 30. Juli 2010: Verdienstkreuz am Bande der Bundesrepublik Deutschland für ihr ehrenamtliches Engagement für die Interessen der Contergangeschädigten

| Personendaten    | Personendaten                                                                      |
| ---------------- | ---------------------------------------------------------------------------------- |
| NAME             | Hudelmaier, Margit                                                                 |
| KURZBESCHREIBUNG | deutsche Sozialpädagogin und Vorsitzende des Bundesverbandes Contergangeschädigter |
| GEBURTSDATUM     | 1960                                                                               |
| GEBURTSORT       | Allmendingen                                                                       |